# NGC 3104
NGC 3104 is een onregelmatig sterrenstelsel in het sterrenbeeld Kleine Leeuw. Het hemelobject werd op 18 maart 1787 ontdekt door de Duits-Britse astronoom William Herschel.

## Synoniemen
- UGC 5414
- MCG 7-21-7
- ZWG 211.6
- Arp 264
- VV 119
- PGC 29186